# Veikko Larkas
Veikko Viljo Vilhelm Larkas (né Lindberg le 27 mars 1909 à Helsinki et décédé en 1969) est un architecte finlandais.

## Biographie
En 1938, Larkas reçoit don diplôme d’architecte de l'école supérieure technologique.
Puis il travaille comme architecte entre-autres à la Direction des affaires médicales.
En 1947, il crée son propre cabinet d'architecte.
Larkas participe au projet du centre hospitalier universitaire de Kuopio et il assiste Uno Ullberg à des travaux de conception de cliniques infantiles.
Il est cependant surtout connu pour ses nombreuses églises qui montrent une influence des églises finlandaises du Moyen Âge,.
Son épouse est l'architecte Laura Järvi.

## Églises conçues par Veikko Larkas
- 1950, Église d'Hoilola [3]
- 1950, Église de Värtsilä
- 1951, Église d'Haukivuori
- 1952, Église d'Enontekiö
- 1953, Église de Kyyjärvi
- 1953, Église de Viinijärvi
- 1957, Église de Veitsiluoto
- 1958, Église de Kauhajoki
- 1960, Église de Pielisensuu
- 1965, Église de Kolari
- 1969, Église de Valkeakoski

## Galerie

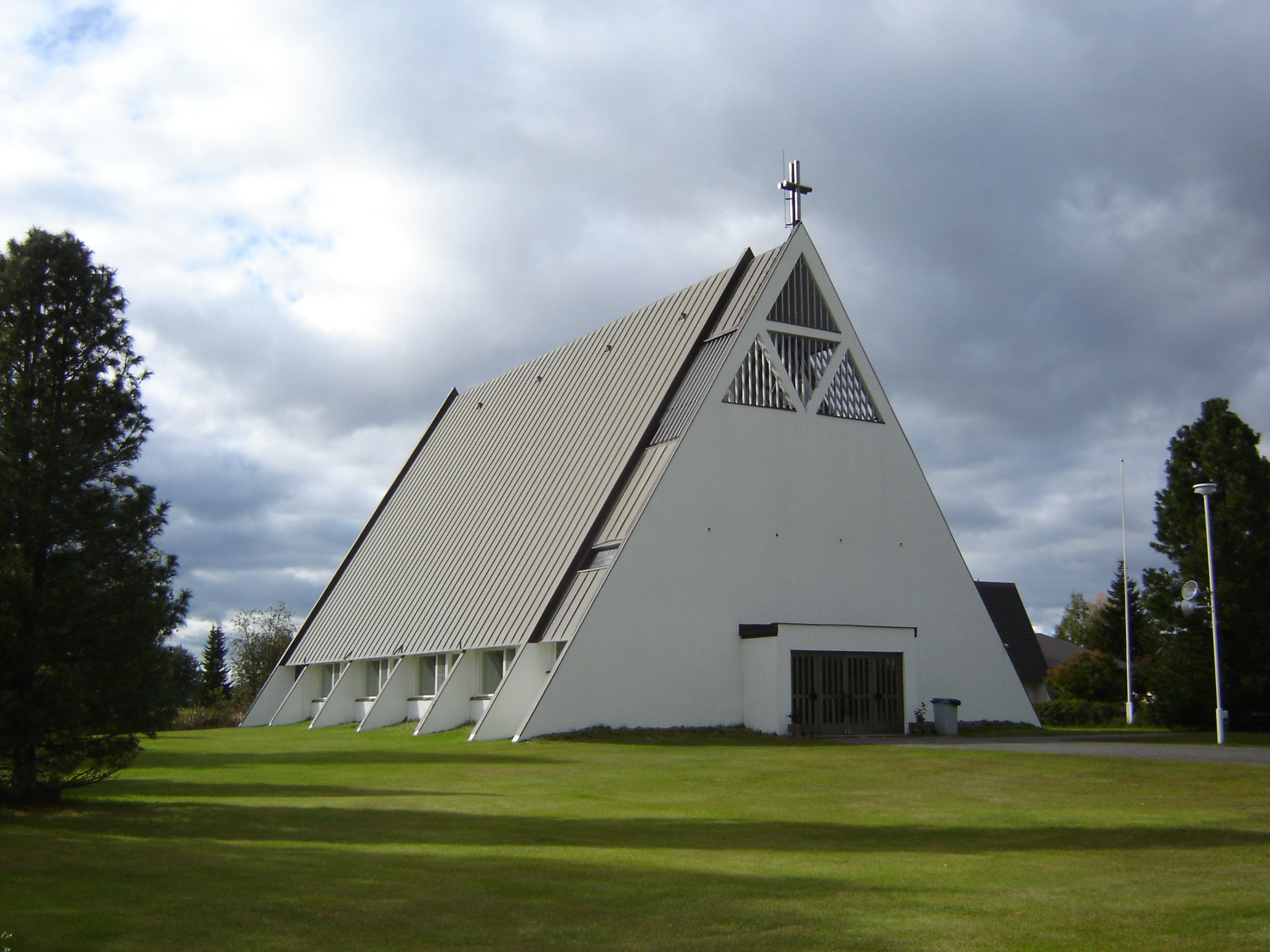
Église de Kolari.
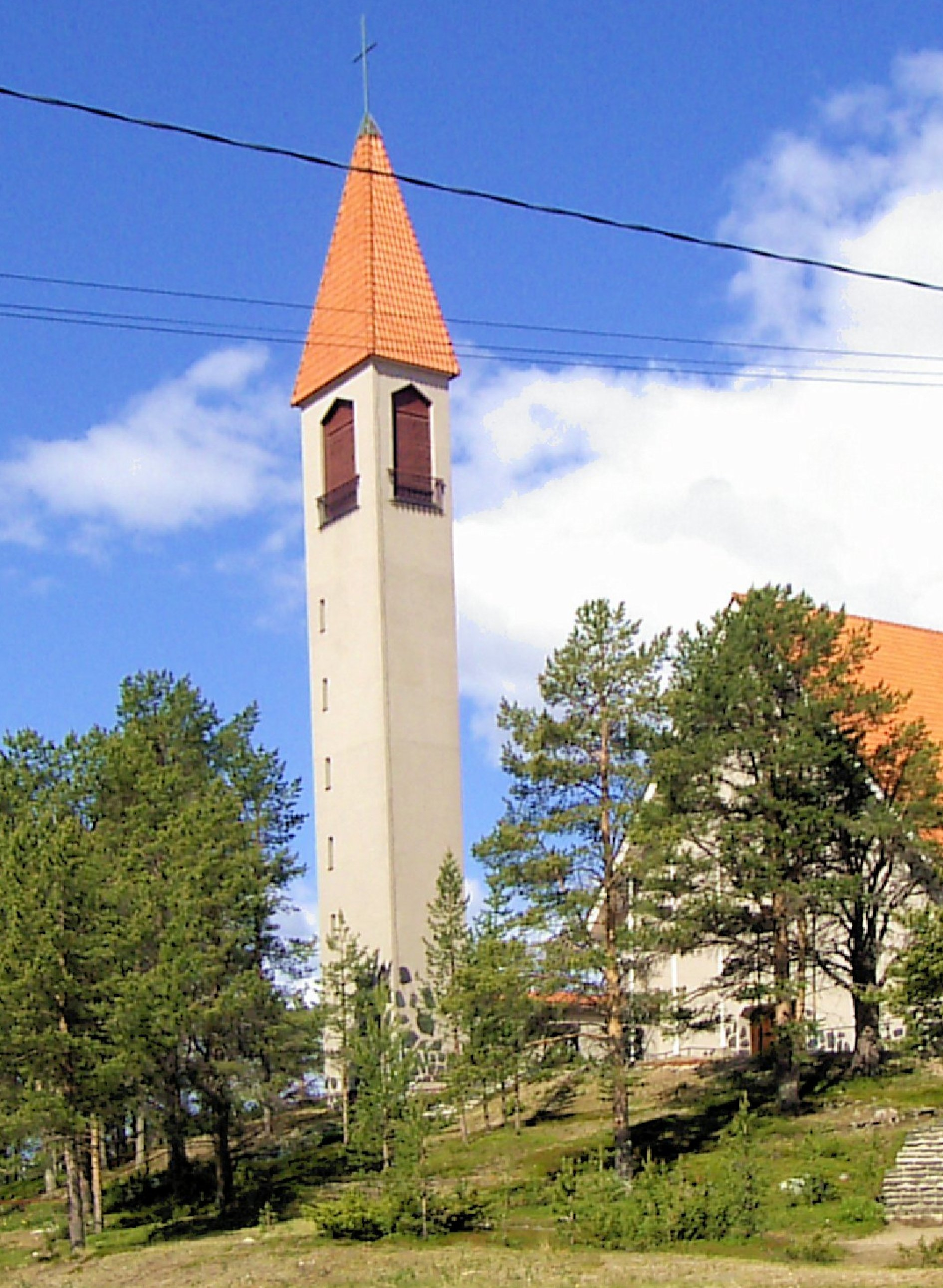
Église d'Enontekiö
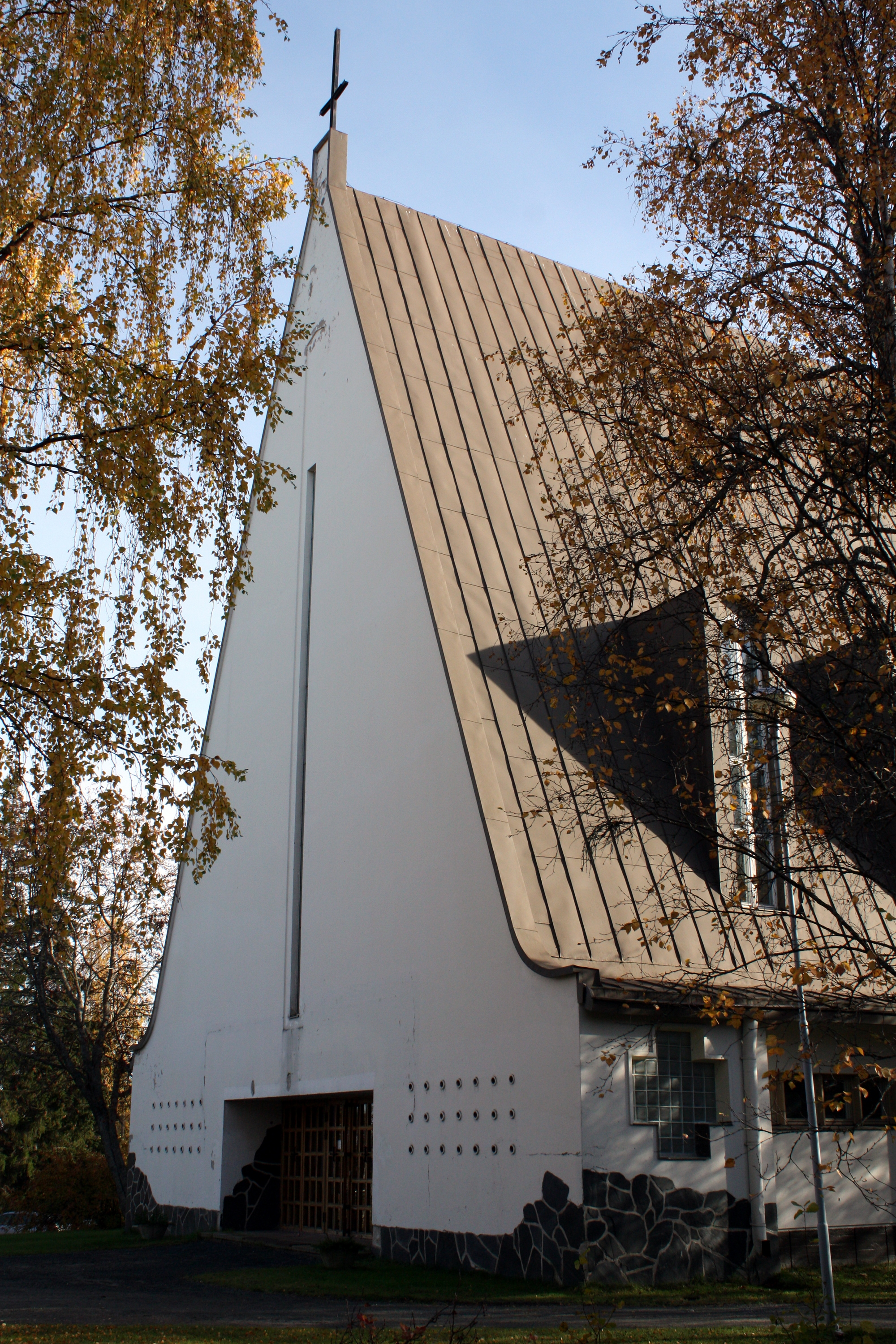
Église de Veitsiluoto
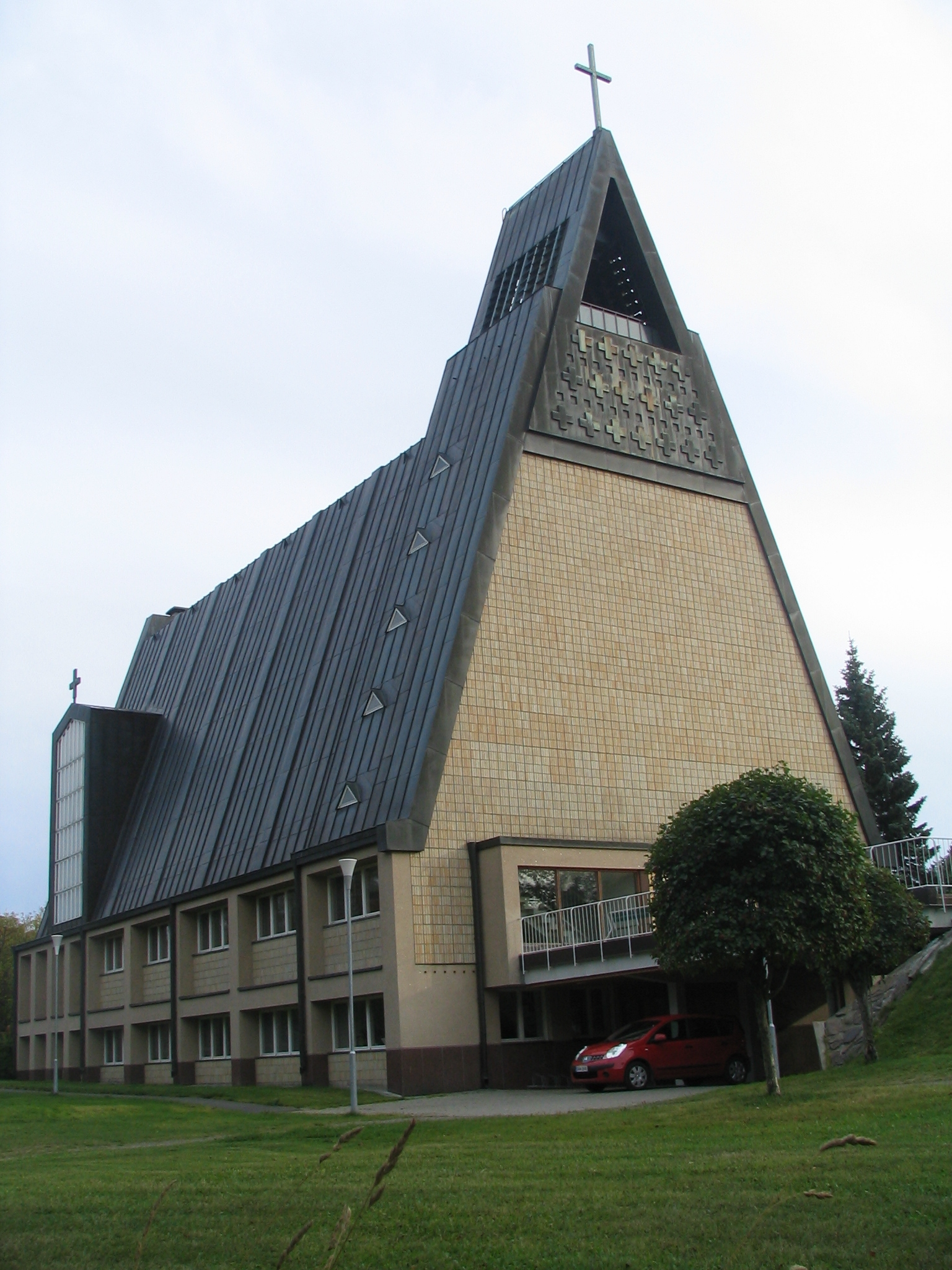
Église de Pielisensuu